# HIV/AIDS em Essuatíni
O HIV/AIDS em Essuatíni foi relatado pela primeira vez em 1986, mas desde então atingiu proporções epidêmicas. Em 2016, Essuatíni tinha a maior prevalência de HIV entre adultos dos 15 aos 49 anos no mundo (27,2%).
A epidemia de HIV/AIDS em Essuatíni contribuiu amplamente para as altas taxas de mortalidade entre as faixas etárias produtivas da Suazilândia. A longo prazo, a epidemia e os seus intervenientes induziram grandes mudanças culturais em torno das práticas e ideias locais sobre a morte, o morrer e a doença, bem como uma expansão dos mercados de seguros de vida e de serviços mortuários e de organizações não governamentais relacionadas com a saúde.
Para ajudar Essuatíni e outros países ao redor do mundo a combater o HIV e a AIDS, o Programa Conjunto das Nações Unidas sobre HIV/AIDS (UNAIDS) desenvolveu as metas de testagem e tratamento 95-95-95. Os esforços locais e nacionais visaram atingir os três objetivos seguintes até 2020: 90% das pessoas que vivem com o HIV terão conhecimento do seu estado serológico positivo; 90% das pessoas que foram diagnosticadas com o HIV receberão de forma contínua e consistente terapia antirretroviral (TARV); e 90% de todas as pessoas que recebem TARV terão supressão viral. Embora Essuatíni tenha atingido quase as metas de testes e tratamento do modelo 90-90-90, certas populações carregam um fardo desproporcional. O Plano de Emergência do Presidente dos Estados Unidos para o Alívio da AIDS (PEPFAR) identificou as populações prioritárias e chave como as mais vulneráveis à infecção pelo HIV, devido a fatores epidemiológicos, socioeconómicos, ambientais e contextuais. Em particular, o PEPFAR identificou três populações prioritárias em Essuatíni como foco dos programas de prevenção e tratamento do HIV/AIDS: meninas adolescentes e mulheres jovens (de nove a 29 anos), homens de 15 a 39 anos e crianças órfãs e vulneráveis (COV). O PEPFAR também identificou três populações principais: homens que fazem sexo com homens (HSH), mulheres trabalhadoras do sexo (MTS) e pessoas transgênero.

## Prevalência geral do HIV/AIDS
A vigilância periódica das clínicas pré-natais no país mostrou um aumento consistente na prevalência do HIV entre mulheres grávidas que frequentam as clínicas. A vigilância mais recente em mulheres pré-natais relatou uma prevalência geral de 42,6% em 2004. Foi encontrada uma prevalência de 28% entre mulheres jovens de 15 a 19 anos. Em mulheres com idades entre 25 e 29 anos, a prevalência foi de 56%.
O Índice de Desenvolvimento Humano do Programa das Nações Unidas para o Desenvolvimento relata que, como consequência do HIV/AIDS, a esperança de vida em Essuatíni caiu de 61 anos em 2000 para 32 anos em 2009. Numa outra perspectiva, os últimos dados disponíveis da Organização Mundial de Saúde (OMS) (2002) mostram que 64% de todas as mortes no país foram causadas pelo HIV/AIDS. Em 2009, estima-se que 7.000 pessoas morreram devido a causas relacionadas com a AIDS. Numa população total de aproximadamente 1.185.000 isto implica que o HIV/AIDS mata cerca de 0,6% da população suazi todos os anos. As doenças crónicas, que são as causas mais prolíficas de morte no mundo desenvolvido, representam apenas uma pequena fracção das mortes em Essuatíni; por exemplo, as doenças cardíacas, os acidentes vasculares cerebrais e o cancro causam um total de menos de 5% das mortes em Essuatíni, em comparação com 55% de todas as mortes anuais nos Estados Unidos.
O Programa das Nações Unidas para o Desenvolvimento escreveu que se a propagação da epidemia no país continuar inabalável, a "existência a longo prazo de Essuatíni como país ficará seriamente ameaçada".

## História
O primeiro caso relatado de HIV em Essuatíni foi em 1986 no jornal Times of Swaziland. A propagação do HIV em Essuatíni nas décadas de 1980 e 1990 coincidiu com o aumento de trabalhadores migrantes de Essuatíni para as minas da África do Sul. Pesquisadores, especialistas em saúde e saúde pública, e formuladores de políticas, todos pressionaram por ações estatais desde o final da década de 1980; o Ministério da Saúde criou o Programa Nacional de Combate à AIDS da Suazilândia (SNAP) em 1987. Vusi Matsebula e Thulasizwe Hannie Dlamini registraram seu grupo de apoio popular para a AIDS, Emahlahlandlela (Pioneiros), o primeiro no país, como SASO, a Organização de Apoio à AIDS da Suazilândia, em 1994. No ano anterior, Hannie Dlamini declarou publicamente que era HIV positivo, a primeira pessoa a fazê-lo no país. As acadêmicas suazis Mamane Nxumalo e Phumelele Thwala foram algumas das primeiras a escrever criticamente sobre o HIV/AIDS na Suazilândia, discutindo como as práticas desiguais de gênero desempenhavam um papel na transmissão da doença" e "quando a SASO abriu seu primeiro escritório em Mbabane, em 1998, a taxa de incidência nacional era estimada em 5,5%".
Finalmente, o Rei Mswati III de Essuatíni declarou o HIV/AIDS como um desastre nacional em Essuatíni, em Fevereiro de 1999. Em 1999, "estimava-se que existiam 112 000 crianças órfãs e vulneráveis, quase um quarto de todas as crianças do país; o Ministério da Educação relatou a perda de quatro professores por semana devido a doenças relacionadas com a AIDS, e os empresários temiam perdas de investimento estrangeiro devido à diminuição da produtividade devido ao absentismo dos trabalhadores doentes. O Ministério da Saúde e da Assistência Social não conseguiu financiar integralmente o tratamento público. Mesmo em colaboração com o Programa Conjunto das Nações Unidas para o HIV/AIDS (ONUAIDS) e com ONGs locais, todos estavam estruturalmente ultrapassados".

## Contexto cultural
Regionalmente, existem muitas práticas culturais indígenas que incentivam a abstinência e a educação sexual e social segregada por género para os jovens, a evitação do contato heterossexual penetrativo pré-marital, e a evitação do comportamento lascivo em público (ou seja, a exibição de ereções penianas).
Em parte, certos defensores de aspectos do que é chamado de "cultura tradicional suazi" desencorajam práticas sexuais seguras, como o uso de preservativos e relacionamentos monogâmicos. Muito poucos homens hoje praticam o ideal cultural da poligamia. A agressão sexual é comum, com 18% dos estudantes sexualmente ativos do ensino secundário a dizerem que foram coagidos a ter o seu primeiro encontro sexual.

## Resposta nacional
Em 2003, o Comitê Nacional de Resposta a Emergências sobre HIV/AIDS (NERCHA) foi estabelecido para coordenar e facilitar a resposta nacional multissetorial ao HIV/AIDS, ao passo que o Ministério da Saúde e Bem-Estar Social (MOHSW) ficaria responsável pela execução das atividades. O plano estratégico nacional anterior para o HIV/AIDS vigorou de 2000 a 2005. Atualmente, um novo plano estratégico nacional e um plano de ação nacional para o HIV/AIDS para o período de 2006 a 2008 estão em desenvolvimento por um extenso grupo de partes interessadas nacionais. Até o momento, as seis áreas fundamentais do plano são a prevenção, os cuidados e apoio, a redução do impacto, as comunicações, o monitoramento e a avaliação, e a gestão/coordenação.
Embora a epidemia de HIV/AIDS seja generalizada em Essuatíni, ainda há um forte estigma associado a ela. São raras as pessoas que vivem com HIV/AIDS que se manifestam publicamente e compartilham seu status, especialmente figuras proeminentes como líderes religiosos, tradicionais e celebridades da mídia/esportes. O estigma impede que as informações cheguem às comunidades, prejudica as iniciativas de prevenção e diminui o uso dos serviços.
Em 4 de junho de 2009, os Estados Unidos e a então Suazilândia assinaram o "Quadro de Parceria da Suazilândia sobre HIV e AIDS para 2009-2014". O Plano de Emergência do Presidente para o Alívio da AIDS (PEPFAR) contribuirá para a implementação do "Quadro Estratégico Nacional sobre o HIV/AIDS" multissetorial do Essuatíni. O plano foi reconduzido com um novo eNSF (Quadro Estratégico Nacional) para 2014-2018.
Várias respostas comunitárias foram implementadas como resultado deste plano, consistindo na implementação de uma coordenação descentralizada. Por exemplo, a formação de 3 estruturas regionais e comunitárias, incluindo o Centro de Formação, Informação e Aconselhamento sobre a AIDS de Nhlangano, na Região de Shiselweni.
As diretrizes de tratamento de TAR de 2015 do Ministério da Saúde "determinam que, após um teste, os pacientes recebam informações sobre o HIV em termos simples para "esclarecer equívocos e mitos". Eles também são aconselhados sobre boa nutrição, redução de riscos e onde obter mais informações sobre o HIV. Se o teste for positivo, eles são tranquilizados "de que podem viver uma vida longa e saudável". Os ARVs são imediatamente iniciados em pacientes soropositivos que: têm contagens de CD4 de 350 ou menos; têm mais de cinquenta anos ou menos de cinco anos; estão grávidas; têm tuberculose; e/ou têm um parceiro sorodiscordante, ou seja, um parceiro que é HIV negativo. As infecções oportunistas são tratadas antes da TAR".

## Disparidades relacionadas ao HIV/AIDS

### Populações rurais versus urbanas
O Fundo Internacional de Emergência das Nações Unidas para a Infância (UNICEF) estimou que, entre 2009 e 2013, 70% das mulheres urbanas com idades compreendidas entre os 15 e os 24 anos tinham conhecimentos abrangentes sobre o HIV/AIDS. Apenas 55% das mulheres rurais na mesma faixa etária entre 2009 e 2013 tiveram acesso a conhecimentos relacionados com o HIV/AIDS.

### Populações economicamente desfavorecidas versus populações economicamente favorecidas
Dados de 2009 a 2013 revelaram que, dos 20% de mulheres mais pobres, com idades entre os 15 e os 24 anos, em Essuatíni, 49% tinham conhecimentos abrangentes sobre o HIV/AIDS. Em comparação, 72% dos 20% de mulheres mais ricas do mesmo grupo etário tinham um conhecimento abrangente do HIV/AIDS.
A diferença observada entre os homens ricos e pobres é comparável à diferença no conhecimento abrangente sobre o HIV/AIDS entre as mulheres ricas e pobres entre 2009 e 2013: 44% dos 20% mais pobres contra 64% dos 20% mais ricos dos homens suazis com idades entre os 15 e os 24 anos tinham um conhecimento abrangente sobre o HIV/AIDS.

## Homens de 15 a 39 anos
A adesão aos serviços de testagem e tratamento do HIV continua atualmente baixa entre os homens, em comparação com as mulheres. Além disso, de acordo com o Programa Conjunto das Nações Unidas para o HIV/AIDS (ONUAIDS), em 2018, os homens suazis continuam a subutilizar os autotestes e a notificação assistida do parceiro como métodos de prevenção da transmissão do HIV.
"Test and Start" é um programa de terapia antirretroviral (TARV) recomendado pela Organização Mundial da Saúde (OMS). No âmbito deste programa, os indivíduos que foram diagnosticados com HIV iniciam a TAR logo após o diagnóstico, independentemente da progressão da doença. Os ensaios clínicos randomizados e controlados do Test and Start demonstraram a eficácia do programa na redução das taxas globais de transmissão do HIV. No entanto, um estudo sobre as percepções dos homens suazis relativamente ao Test and Start concluiu que muitos homens não procuraram serviços de testagem para o HIV devido ao receio de um resultado positivo, combinado com a percepção de que o estatuto seropositivo para o HIV era uma sentença de morte. O estudo também identificou os medos dos homens em relação aos efeitos colaterais da TAR como uma barreira potencial ao início e à adesão ao programa Test and Start. Além disso, os homens estavam incertos quanto à estabilidade financeira do governo suazi, citando dúvidas quanto à capacidade do governo de fornecer fornecimentos sustentáveis de TAR como razão para não quererem iniciar o tratamento. Os autores do estudo recomendaram intervenções especificamente centradas nas percepções dos homens suazis relativamente aos testes e ao tratamento do HIV, incluindo aconselhamento e educação específicos que abordem as preocupações sobre o início precoce da TAR, as consequências sociais do acesso aos serviços de TAR e a capacidade do governo suazi para lidar com as questões relacionadas com o HIV/AIDS.

## Populações marginalizadas, negligenciadas e vulneráveis
As intervenções que servem a população suazi em geral, como campanhas e iniciativas que incentivam a circuncisão masculina médica voluntária, que promovem uma maior adesão e adesão ao tratamento e que fornecem aconselhamento sobre redução de riscos, contribuíram para reduções significativas nas taxas de transmissão e aquisição do HIV. No entanto, estas intervenções para a população em geral podem não ser tão eficazes para as populações marginalizadas que enfrentam uma estigmatização superior à média, incluindo as trabalhadoras do sexo (TSM), os homens que têm relações sexuais com homens (HSH) e as pessoas transgênero.

### Trabalhadoras do sexo (TSS)
Mesmo no contexto de uma epidemia generalizada de HIV em Essuatíni, em que a prevalência do HIV é mais elevada entre as mulheres do que entre os homens na população em geral, as trabalhadoras do sexo (TSF) em Essuatíni carregam um fardo ainda mais desproporcional. A população FSW é pouco estudada e mal atendida, o que resultou em uma caracterização deficiente das necessidades específicas de prevenção, tratamento e cuidados do HIV para FSW, bem como na escassa provisão e utilização de recursos de saúde. Esta adesão limitada deve-se, em parte, ao receio da divulgação do estatuto de trabalhadora sexual. O trabalho sexual é ilegal em Essuatíni. Devido à criminalização do trabalho sexual, é particularmente difícil atingir a população feminina e masculina de trabalhadores sexuais. Mesmo assim, apenas 40% dessas mulheres relataram estar recebendo tratamento. Ao mesmo tempo, o mesmo estudo descobriu que níveis mais elevados de coesão social e de participação social estavam inversamente associados a fatores de risco relacionados com o HIV, como experiências de discriminação social e de violência física, sexual e emocional.

### Homens que fazem sexo com homens (HSH)
A prevalência do HIV entre homens que fazem sexo com homens (HSH) com idades compreendidas entre os 16 e os 44 anos é de 17,7% em Essuatíni, com a prevalência do HIV a aumentar com a idade neste grupo. Os HSH representam uma população negligenciada: os dados sobre o HIV/AIDS entre os HSH são menos robustos do que os da população geral da Suazilândia, e o governo de Essuatíni só recentemente direcionou o financiamento público para programas que visam especificamente abordar a epidemia entre os HSH. Os HSH enfrentam a criminalização, o estigma e a discriminação no acesso aos serviços de HIV/AIDS. Embora não existam leis em Essuatíni que proíbam especificamente a homossexualidade, as práticas entre pessoas do mesmo sexo podem ser consideradas atos indecentes ao abrigo do direito comum, e estas práticas são amplamente consideradas ilegais ao abrigo da Lei da Sodomia.
Mais de um terço dos HSH em Essuatíni relataram ter sido torturados devido à sua orientação sexual, conforme constatou um estudo publicado pelo programa de Investigação para a Prevenção da Agência dos Estados Unidos para o Desenvolvimento Internacional (USAID). Um quinto dos entrevistados neste estudo também acreditava ter recebido atendimento médico de qualidade inferior devido à sua orientação. Os HSH também relataram ter sofrido outras violações de direitos relacionadas com as suas práticas sexuais, como a recusa de cuidados, a violência mediada pela polícia, bem como o assédio verbal e/ou físico.
Essas barreiras de acesso estão ligadas a uma menor utilização dos serviços de informação, educação e comunicação sobre o HIV/AIDS entre os HSH, em comparação com outros adultos em idade reprodutiva. Como consequência, há um conhecimento reduzido dos riscos associados ao HIV/AIDS relacionados às práticas entre pessoas do mesmo sexo. Por exemplo, em uma pesquisa com 324 HSH suazis, os participantes apresentaram uma probabilidade consideravelmente maior de terem obtido informações sobre a transmissão do HIV por meio de relações sexuais com mulheres, ao invés de com outros homens.

Distrito de Lubombo em Essuatíni

### Crianças vivendo com HIV e crianças órfãs e vulneráveis (COV)
Estima-se que existam 15.000 crianças entre zero e 14 anos a viver com o HIV. Enquanto a cobertura da terapia antirretroviral (TAR) para adultos era de aproximadamente 80% em 2016, a cobertura estimada da TARV para crianças era consideravelmente inferior, situando-se nos 64%. Desde 2016, a cobertura para crianças aumentou para 75%, de acordo com o Programa Conjunto das Nações Unidas sobre HIV/AIDS (ONUAIDS).
O aumento das taxas de mortalidade devido à alta prevalência de HIV e AIDS em Essuatíni também contribuiu para um número crescente de órfãos e crianças vulneráveis (COV), bem como de famílias chefiadas por crianças. No entanto, isso mudou em 2019 devido ao apoio financeiro do governo. As OVC, em comparação com os seus pares, correm um risco acrescido de sofrerem resultados negativos, como a perda da sua educação, a insegurança alimentar, a subnutrição e a morbilidade. O Fundo Internacional de Emergência das Nações Unidas para a Infância (UNICEF) estimou em 2013 que aproximadamente 70% dos órfãos suazis perderam os seus pais devido à AIDS. Entre as quatro regiões de Essuatíni, o maior número de OVC encontra-se em Lubombo (35,9%). Em seguida, vêm 35,5% em Shiselweni, 33,2% em Manzini e 21,6% em Hhohho.

Distrito de Shiselweni em Essuatíni

Um programa financiado pela Agência dos Estados Unidos para o Desenvolvimento Internacional (USAID) foi concebido para capacitar economicamente as cuidadoras de OVC nas zonas rurais de Essuatíni. O programa demonstrou ter um impacto positivo na proteção, no bem-estar e na saúde das crianças. As mulheres inscritas na intervenção participaram em atividades relacionadas com o cuidado e apoio às COV e à prevenção do HIV, bem como em atividades centradas nos princípios de poupança e empréstimo, poupança de grupo, criação e manutenção de pequenos negócios, marketing e geração de rendimentos. A intervenção ajudou as cuidadoras de OVC no desenvolvimento de microempresas geradoras de rendimentos, ao mesmo tempo que criou uma plataforma através da qual estas mulheres podiam aprender e discutir entre si sobre a satisfação das necessidades gerais de saúde, saúde sexual e reprodutiva, psicossociais e educacionais das suas OVC. Em geral, o governo suazi tem tido sucesso na melhoria da frequência escolar, ao mesmo tempo que fornece apoio psicossocial e econômico às OVC fora da escola. No entanto, um estudo que analisou a relação entre as características do agregado familiar e o estatuto escolar das OVC em Essuatíni concluiu que as não OVC têm uma probabilidade estatisticamente significativamente maior do que as OVC de frequentar a escola. O mesmo estudo concluiu que as OVC pertencentes a agregados familiares socioeconomicamente desfavorecidos, bem como as OVC que vivem em regiões urbanas, tinham menos probabilidades de frequentar a escola.

Distrito de Manzini em Essuatíni

## Outras populações afetadas pelo HIV/AIDS

### Trabalhadores da saúde
A pandemia do HIV em Essuatíni não poupa os profissionais de saúde, entre os quais a utilização dos serviços de HIV/AIDS é baixa. O medo do estigma relacionado com o HIV é prevalente entre os membros da força de trabalho da saúde. Esta escassez de mão-de-obra no setor da saúde tem sido atribuída, em parte, ao HIV/AIDS em seus próprios locais de trabalho e outras instalações. Em particular, os trabalhadores citaram o medo da estigmatização por parte dos seus pacientes e colegas, e o medo da violação da confidencialidade, como razões para decidir não aceder aos testes ou aos cuidados de HIV. A autoestigmatização é exacerbada entre os profissionais de saúde. Eles consideram-se separados e mais informados do que a população em geral vulnerável ao HIV, o que impõe uma necessidade profissional de estar livre do HIV. Muitos profissionais de saúde seropositivos sentem uma sensação de fracasso e de vergonha profissional, uma vez que contraíram uma infecção que foram treinados para evitar e prevenir.
O setor da saúde pública em Essuatíni enfrenta uma escassez de profissionais de saúde, com muitos deles sobrecarregados pela procura de cuidados. Esta escassez de mão-de-obra no sector da saúde tem sido atribuída, em parte, ao HIV/AIDS. Na verdade, estima-se que a prevalência do HIV entre os profissionais de saúde seja igual à da população geral da Suazilândia. A autoestigmatização dos cuidados de saúde relacionados com o HIV/AIDS entre os profissionais de saúde impede-os de aceder aos cuidados necessários, o que pode contribuir para a morte relacionada com o HIV e para o absentismo dos prestadores de cuidados de saúde.

## Insegurança alimentar e HIV/AIDS
Desde o início da década de 1990, Essuatíni tem dependido da ajuda alimentar de outros países para alimentar a sua população. Além disso, o governo suazi declarou um desastre nacional devido à seca em fevereiro de 2016, dezessete anos após a sua declaração do HIV/AIDS como um desastre nacional. A escassez de alimentos causada pela seca induzida pelo El Niño deixou mais de 300.000 pessoas em situação de insegurança alimentar.
Na África Austral, a falta de segurança alimentar não só tem sido associada a um risco acrescido de contrair o HIV, mas também a uma maior dificuldade em manter a saúde das pessoas que vivem com o HIV. Em particular, na África Austral, a insegurança alimentar tem sido associada a comportamentos sexuais de alto risco entre as mulheres, incluindo práticas como a diminuição do uso de preservativos, o sexo transaccional e o trabalho sexual. A insegurança alimentar também tem sido associada à diminuição da adesão à terapia antirretroviral (TARV) e à rápida progressão do HIV. Também se descobriu que a TARV é menos eficaz na manutenção da contagem de células CD4, uma indicação da saúde do sistema imunitário, em indivíduos que sofrem de subnutrição ou insegurança alimentar.
A relação entre insegurança alimentar e HIV/AIDS é bidirecional. A insegurança alimentar não só leva frequentemente os indivíduos em Essuatíni a adoptarem comportamentos que podem aumentar o risco de contrair o HIV, como a Organização das Nações Unidas para a Alimentação e a Agricultura (FAO) e o Programa Alimentar Mundial (PAM) defendem que o HIV/AIDS é o principal fator subjacente à insegurança alimentar entre os agregados familiares suazis, uma vez que limita a produtividade e a capacidade dos suazis de gerar rendimentos.
Na verdade, as trabalhadoras sexuais suazis que vivem com o HIV relataram estarem presas num ciclo de fome, HIV e trabalho sexual. Muitas mulheres em Essuatíni que vivem em situação de pobreza e insegurança alimentar recorrem ao trabalho sexual para garantirem alimentos suficientes para si e para as suas famílias. O envolvimento no trabalho sexual aumenta o risco de contrair o HIV. Muitas profissionais do sexo que vivem com HIV tentam controlar a infecção e prevenir os efeitos colaterais da TARV tentando garantir mais alimentos, especialmente alimentos mais saudáveis. Esta crescente dependência alimentar também leva muitas mulheres a dependerem cada vez mais dos rendimentos gerados pelo trabalho sexual.

## Coinfecção por HIV e tuberculose (TB)
Essuatíni não só tem a maior prevalência de HIV em adultos a nível mundial, como também tem a segunda maior taxa de coinfecção HIV-tuberculose (TB) do mundo. Acompanhando esta estatística, a mortalidade relacionada com a tuberculose nas pessoas que vivem com o HIV em Essuatíni (135 mortes por 100.000) é significativamente superior à mortalidade relacionada com a tuberculose na população geral da Suazilândia (51 mortes por 100.000).
Na última década, o país tomou medidas para fortalecer os serviços e intervenções colaborativas contra HIV e TB. Por exemplo, foi documentado em 2014 que 97% dos pacientes suazis com tuberculose que conhecem o seu estado serológico são seropositivos. Em 2017, esta percentagem caiu para 70%. À medida que Essuatíni expandiu a terapia anti-retroviral (TARV) e outros serviços de cuidados e prevenção do HIV, as taxas de notificação da TB diminuíram coincidentemente. Em 2014, apenas 79% dos doentes com TB seropositivos iniciaram a TAR. Em 2017, esta percentagem aumentou para 94%. A incidência da TB diminuiu a uma taxa média anual de 18% entre 2010 e 2017 em Essuatíni, uma das taxas mais rápidas das últimas décadas.
Um exemplo desses avanços na saúde pública é a criação de instalações que oferecem serviços de TB e HIV nas regiões de Hhohho, Manzini, Lubombo e Shiselweni, em Essuatíni. As clínicas de TARV, além de oferecer serviços de rotina para HIV, oferecem exames de TB, diagnóstico e terapia preventiva aos pacientes. Da mesma forma, as clínicas de TB, além de oferecerem serviços de rotina para TB, oferecem testes de HIV, terapia preventiva e serviços de iniciação e acompanhamento da TAR. Um estudo retrospectivo de 2018 que avaliou a prestação de serviços de HIV e TB nas clínicas de HIV e TB localizadas em Essuatíni concluiu que existe uma elevada taxa de adesão atempada à TAR entre os doentes com TB cujo estatuto seropositivo é conhecido.
Mais de um terço das mulheres suazis entre os 15 e os 49 anos vivem com o HIV; isto é acompanhado por elevadas taxas de coinfecção HIV-TB em Essuatíni, colocando as mulheres em maior risco de contrair TB em comparação com os homens. Dada esta estatística, o governo suazi está a tomar medidas para integrar o rastreio, a prevenção e o tratamento da TB nos serviços de saúde das mulheres, juntamente com os serviços de rotina de HIV para as mulheres. A partir de março de 2019, o pessoal não médico, denominado "oficial da tosse", que faz a triagem de pacientes para TB, passou a fazer parte dos cuidados de rotina para mulheres que visitam clínicas para planeamento familiar, cuidados pré-natais ou consultas de rotina infantil.
Apesar dos aumentos significativos na cobertura de TAR para pacientes com TB seropositivos para o HIV em Essuatíni, a prestação de tratamento preventivo da TB a pessoas recentemente inscritas nos cuidados de HIV manteve-se em 1% no país em 2017.